# Abatao
Abatao é uma localidade do Kiribati.